# Сонячна стала

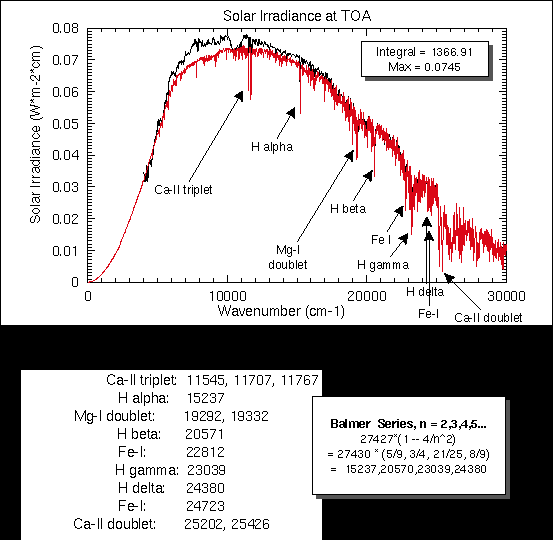
Спектр сонячного випромінювання на верхній границі атмосфери в залежності від хвильового числа.

Сонячна стала — сумарний потік сонячного випромінювання, що проходить за одиницю часу через одиничну площу, орієнтовану перпендикулярно до потоку, на відстані однієї астрономічної одиниці від центру Сонця зовні земної атмосфери. Чисельне значення сонячної сталої становить 1,3608 ± 0,0005 кіловат на квадратний метр (кВт/м2).
Попри назву, вона не є сталою величиною, коливаючись приблизно на 0,1 % з періодом 11 років синхронно з циклами сонячної активності між 1,361 кіловат кВт/м2 у сонячному мінімумі і 1,362 кВт/м2 в сонячному максимумі. Крім цих періодичних коливань, сонячна стала поступово зростає з часом в міру еволюції Сонця і мільярди років тому вона була значно нижчою, що відомо як парадокс слабкого молодого Сонця.
Складність точного визначення сонячної сталої пов'язана з необхідністю космічних вимірювань (бо атмосфера поглинає значну частину сонячного світла) і інтегруванням потужності за всіма довжинами хвиль (що вимагає використання різних інструментів у різних діапазонах). Тому до останнього часу в різних джерелах зустрічались суттєві розбіжності в значенні сонячної сталої.

## Розрахунок
Потік сонячного випромінювання f на відстані d від Сонця пов'язаний зі світністю Сонця L формулою
{\displaystyle L=4\pi f\ d^{2}}
Це дає для залежності потоку від відстані закон обернених квадратів:
{\displaystyle f={\frac {L}{4\pi d^{2}}}}
Потік сонячного випромінювання вимірюють супутниками над атмосферою Землі, а потім коригують за допомогою закону обернених квадратів, щоб привести потік сонячного випромінювання до відстані 1 а. о.

## Історичні вимірювання
У 1838 році Клод Пуйє зробив першу оцінку сонячної сталої. Використовуючи дуже простий піргеліометр власної розробки, він отримав значення 1,228 кВт/м2, близьке до поточної оцінки.
У 1875 році Жюль Віолль відновив роботу Пуйє і запропонував дещо вищу оцінку 1,7 кВт/м2, в тому числі, на основі вимірювань, які він зробив на Монблані у Франції.

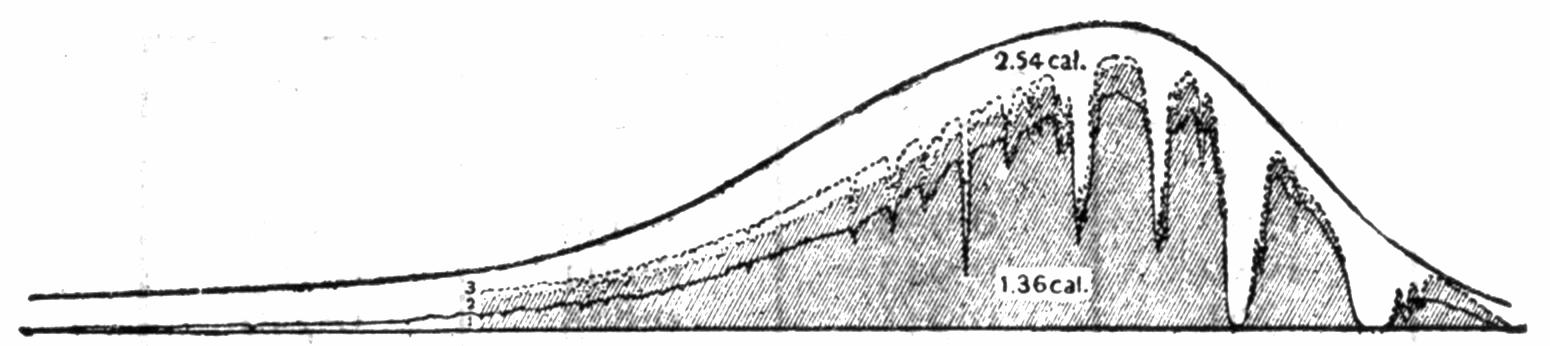
Болограф Ленглі 1903 року з помилковою сонячною сталою 2,54 калорії/хвилину/квадратний сантиметр.

У 1884 році Семюел Пірпонт Ленглі спробував оцінити сонячну сталу на горі Вітні в Каліфорнії. Роблячи вимірювання в різний час доби, він намагався зробити корекцію на атмосферне поглинання. Однак остаточне значення, яке він запропонував, 2,903 кВт/м2, було занадто високим.
Між 1902 і 1957 роками вимірювання Чарльза Грілі Еббота та інших на різних високогірних місцях виявили значення від 1,322 до 1,465 кВт/м2. Еббот показав, що одна з корекцій Ленглі була застосована помилково. Результати Еббота коливалися від 1318 до 1548 кВт/м2.
У 1954 році сонячна стала була оцінена як 2,00 кал/хв/см2 ± 2 %. Поточні результати приблизно на 2,5 відсотка нижчі.

## Минулі коливання сонячного опромінення

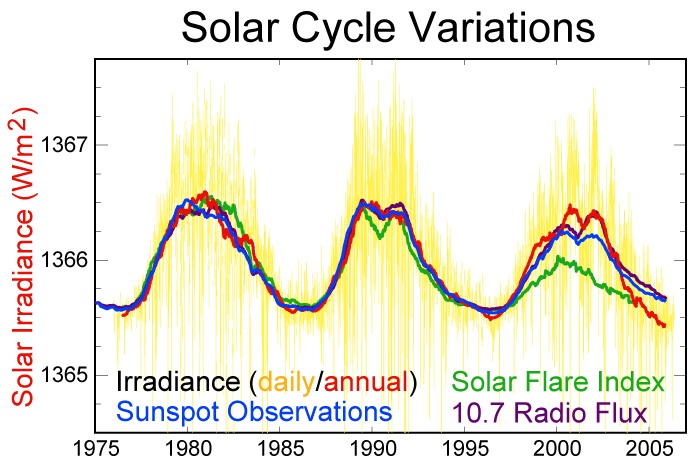
Потік енергії, к-ть сонячних плям, індекс сонячних спалахів та потік радіохвиль на довжині 10.7 см корелюють між собою

Космічні спостереження сонячного випромінювання почалися в 1978 році. Ці вимірювання показують, що «сонячна стала» насправді не є сталою. Вона змінюється залежно від 11-річного циклу сонячної активності. Повертаючись далі в минуле, потрібно покладатися на реконструкції опромінення, використовуючи сонячні плями за останні 400 років або космогенні радіонукліди для повернення за останні 10 000 років. Такі реконструкції показують, що сонячне опромінення змінюється з чіткою періодичністю. Ці цикли становлять 11 років (Швабе), 88 років (цикл Глейсберга), 208 років (цикл ДеВріза) і 1000 років (цикл Едді).
Протягом мільярдів років Сонце поступово розширюється та випромінює більше енергії з більшої площі поверхні. Невирішене питання про те, як пояснити чіткі геологічні докази рідкої води на Землі мільярди років тому, у той час, коли яскравість Сонця становила лише 70 % від його поточного значення, відоме як парадокс слабкого молодого Сонця.

## Зміни через атмосферні умови
Земної поверхні фактично досягає щонайбільше близько 75 % сонячної енергії, оскільки навіть за безхмарного неба вона частково відбивається та поглинається атмосферою. Навіть легкі перисті хмари зменшують цей показник до 50 %, сильніші перисті хмари — до 40 %. Таким чином, сонячна енергія, що надходить на поверхню з сонцем в зеніті, може коливатися від 550 Вт/м2 з перистими хмарами до 1025 Вт/м2 при ясному небі.